# James Morrison

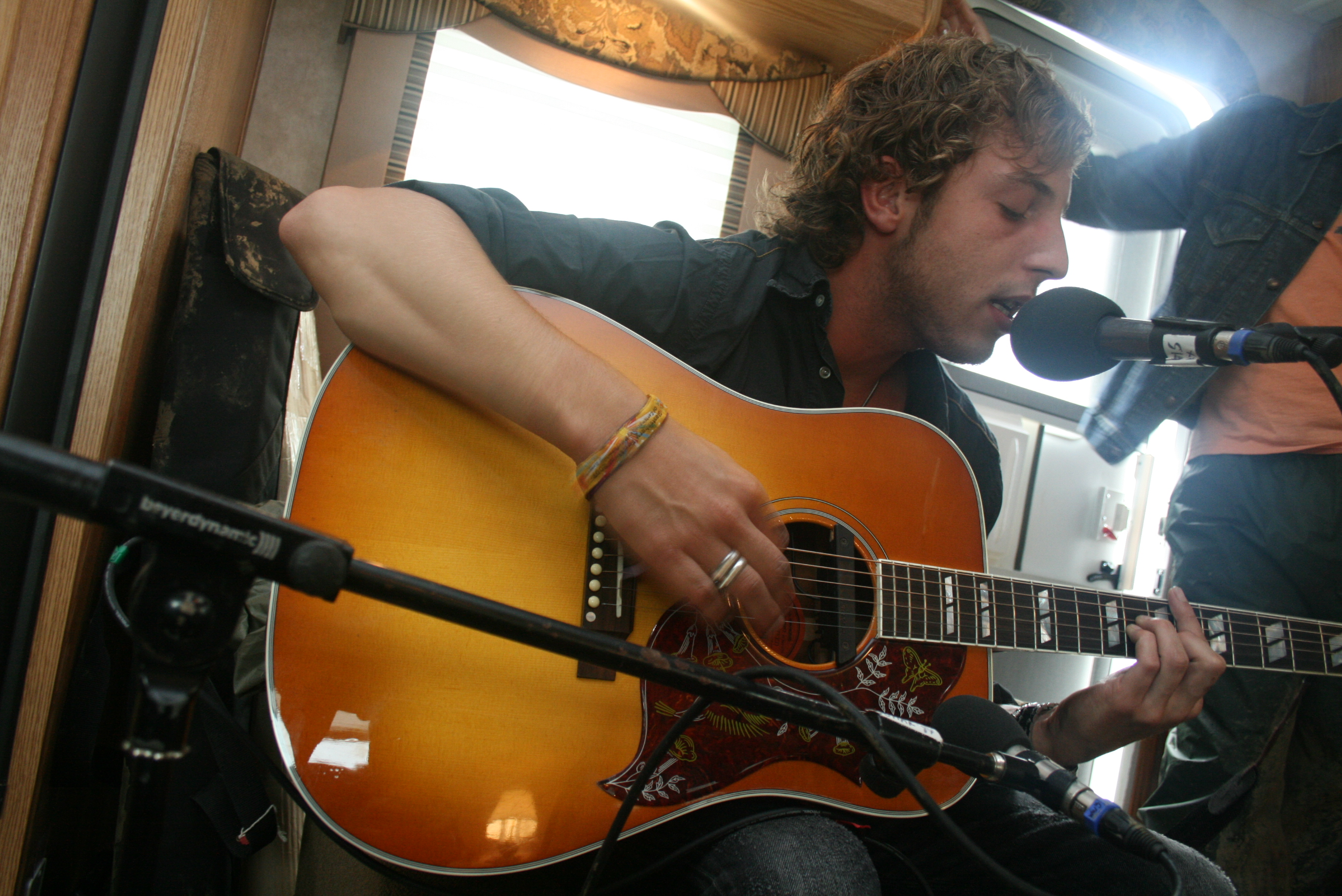
James Morrison la Festivalul Glastonbury din 2007.

James Morrison (născut pe 13 august 1984 în Rugby, Warwickshire, Marea Britanie) este un cântăreț și compozitor englez. A debutat în 2006 cu piesa „You Give Me Something”, ce a ajuns pe primul loc în Anglia, la fel ca și albumul Undiscovered. Al doilea material discografic se intitulează Songs for You, Truths for Me, cel mai recent sinlge fiind duetul cu artista canadiană Nelly Furtado pentru „Broken Strings”.